# Division d'infanterie Döberitz
La division d'infanterie Döberitz (en allemand : Infanterie-Division Döberitz) est une des divisions d'infanterie de l'armée allemande (Wehrmacht) durant la Seconde Guerre mondiale.

## Historique
La Infanterie-Division Döberitz est formé par ordonnancement en tant que unité d'alerte sur le Truppenübungsplatz (terrain de manœuvre) de Döberitz, à partir du 31 janvier 1945 jusqu'au 2 février 1945.
Cette division est parfois incorrectement répertorié comme 303. Infanterie-Division, mais aucun arrêté n'a été trouvé jusqu'à présent par rapport à son numéro de division.

## Organisation

### Commandants
| Date                         | Grade           | Commandant                |
| ---------------------------- | --------------- | ------------------------- |
| 2 février 1945 - 9 mars 1945 | Generalleutnant | Dr. Rudolf Huebner        |
| 9 mars 1945 - 21 avril 1945  | Oberst          | Hans-Wolfgang Scheunemann |
| 21 avril 1945 - ? mai 1945   | Oberst          | Albin Esch                |

## Théâtres d'opérations
- Allemagne : Février 1945 - Avril 1945

## Ordres de bataille
- Grenadier-Regiment 300
- Grenadier-Regiment 301
- Grenadier-Regiment 302
- Artillerie-Regiment 303
- Pionier-Bataillon 303
- Feldersatz-Bataillon 303
- Panzer-Vernichtungs-Abteilung 303
- Füsilier-Bataillon 303
- Divisions-Nachrichten-Abteilung 303
- Divisions-Versorgungs-Regiment 303